# Urrà
Urrà (dall'inglese hooray) è una parola della lingua italiana con valore di interiezione, di probabile origine onomatopeica, che viene di norma proferita in situazioni di gioia, di esultanza e come grido augurale. Il termine deriverebbe da huzza, suono onomatopeico di origine marinaresca del tardo 800. Mentre in lingua inglese la parola può essere usata come verbo (col significato appunto di "gioire", "esultare") in italiano può essere intesa come sostantivo. La parola fa  parte inoltre della locuzione esclamativa Hip hip urrà, grido collettivo augurale e di incitamento

### Annotazioni
1. ↑  Ad esempio: Urrà! Siamo salvi, oppure  Urrà! Il nemico è vinto.
2. ↑  Ad esempio: Un urrà per il nostro eroe!

### Fonti
1. 1 2   Urrà, su treccani.it, Vocabolario Treccani online. URL consultato il 13 maggio 2015.
2. ↑  (EN) Hurrah, su oxforddictionaries.com. URL consultato il 13 maggio 2015 (archiviato dall'url originale l'8 maggio 2015).